# Schotten-Baumannova reakcija
Schotten–Baumannova reakcija  je postopek za sintezo amidov iz aminov in kislinskih anhidridov:
Ime Schotten–Baumannova reakcija  se včasih uporablja tudi za reakcije med kislinskimi kloridi in Alkoholi, v katerih nastajajo estri. Reakcijo sta prva opisala nemška kemika Carl Schotten in  Eugen Baumann leta 1883.

## Reakcijski mehanizem
Prvi korak je reakcija kislinskega klorida z aminom, v kateri se tvorijo amid, proton in kloridni ion. Kisli proton se mora absorbirati z dodatkom baze, sicer se reakcija ustavi. V ta namen se v reakcijsko zmes pogosto počasi dodaja raztopina natrijevega hidroksida. 
Izraz   "Schotten–Baumannovi reakcijski pogoji" se pogosto uporablja za označevanje dvofaznega sistema topil, ki je sestavljen iz vode in organskega topila. Baza v vodni fazi nevtralizira kislino, ki nastaja med prvo reakcijo, in nadaljuje reakcijo, medtem ko izhodni in končni produkti ostajajo v organskem topilu, pogosto diklorometanu in dietil etru. Prisotnost baze v ločeni  fazi prepreči aminu, da bi se protoniral, ker bi kot tak ne mogel reagirati kot nukleofil.

## Uporaba
Schotten–Baumannova reakcija ali reakcijski pogoji se na široko uporabljajo v organski kemiji. Med značilne primere reakcij spadajo:
- sinteza N-vanilil nonamida, znana tudi kot sinteza kapsaicina (1),
- sinteza benzamida iz benzoil klorida in fenetilamina (2) in
- acilacija benzilamina z acetil kloridom (ali acetanhidridom) (3):

V Fischerjevi sintezi peptidov se klorid α-kloro kisline kondenzira z estrom amino kisline. Ester nato hidrolizira, kislina pa se pretvori v kislinski  klorid in omogoči podaljšanje peptidne verige na drugo enoto. V zadnjem koraku se kloridni ion zamenja z amino skupino in zaključi sintezo peptida.